# Skyltsöndag i Gbg
Skyltsöndag i Gbg är en tvåspårs julsingel med Attentat och den första singeln med nytt material efter albumet ”Fy fan”. I samband med singelsläppet spelade Attentat på köpcentrumet Nordstan i Göteborg och blev då det första punkbandet där genom tiderna. Omslag av Håkan Sandsjö. Medverkar gör Mats Jönsson, Magnus Rydman, Cristian Odin, Patrik Kruse och Paul Schöning. Matti Ollikainen spelar piano på ”Jag vill jul” 